# Гортина
Гортина (словен. Gortina) — поселення в общині Мута, Регіон Корошка, Словенія.